# Blitzkrieg

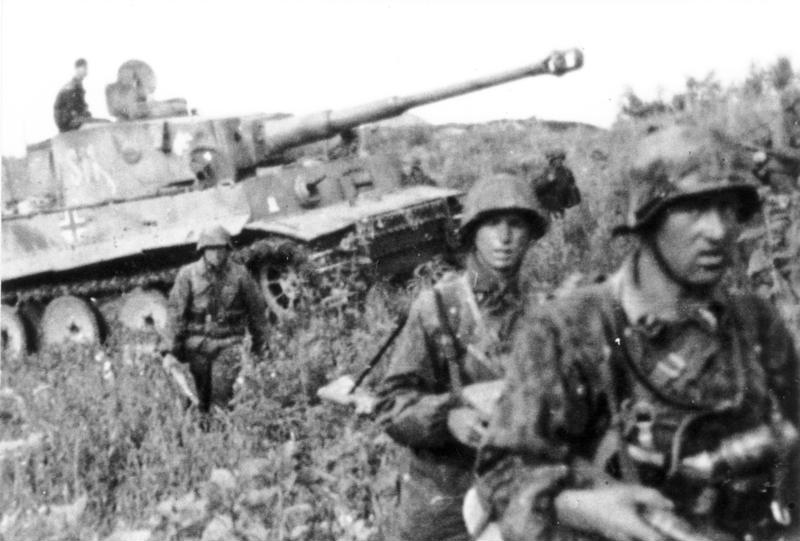
Hình ảnh tiêu biểu của các binh đoàn cơ động Đức Quốc Xã trong Thế chiến thứ 2, bao gồm xe tăng, bộ binh cơ giới hoá và các binh chủng hỗ trợ.

Blitzkrieg, (ngheⓘ hay được dịch là chiến tranh chớp nhoáng) là một từ tiếng Đức mô tả cách thức tiến hành chiến tranh của Quân đội Đức Quốc xã trong Chiến tranh thế giới thứ 2, nhắm đến mục tiêu nhanh chóng bao vây tiêu diệt chủ lực đối phương bằng các mũi vận động thọc sâu của các đơn vị xe tăng - cơ giới hoá hợp thành tập trung sau khi đã phá vỡ phòng tuyến với sự hỗ trợ của không quân.
Ưu thế chủ yếu của phương thức chiến tranh này là hiệu quả gây sốc bất ngờ, khiến đối phương bị tê liệt trước khi kịp phản ứng. Ở giai đoạn mở đầu của cuộc chiến, phương thức này đã đem đến những thắng lợi dễ dàng cho Quân đội Đức Quốc xã qua các chiến dịch xâm chiếm Ba Lan, Hà Lan, Bỉ, Pháp. Chỉ trong giai đoạn sau, khi các hoạt động quân sự được tiến hành trên các vùng đất rộng lớn của Liên Xô, dưới thời tiết khắc nghiệt và địa hình lầy lội ở đây thì phương thức này mới cho thấy nhược điểm là các quân binh chủng hợp thành không tiến quân cùng tốc độ và do đó giảm hiệu quả chiến đấu.
Trên phương diện ngôn ngữ, từ Blitzkrieg được một tờ báo Anh sử dụng lần đầu vào năm 1939 sau cuộc Đức xâm chiếm Ba Lan, trước đó từ này chưa từng được dùng trong điều lệnh hay bất kỳ một tài liệu hướng dẫn tác chiến chính thức của Quân đội hay Không quân Đức Quốc xã. Vì lý do đó, trên góc độ lý luận, nó bị nghi ngờ với tư cách là một học thuyết chiến tranh hay là một chiến lược tiến hành chiến tranh chặt chẽ, hoàn chỉnh. Tuy nhiên, đây là một trong những từ ngữ tiếng Đức nổi tiếng nhất.
Tuy nhiên, trên góc độ thực tiễn thì Blitzkrieg có một quá trình tích luỹ lý luận - kinh nghiệm lâu dài từ trước, phục vụ cho một chiến lược chiến tranh rõ ràng, các chiến dịch lặp đi lặp lại nhiều lần trên nền chiến thuật tác chiến ổn định, có tổ chức quân binh chủng tương ứng, có trang bị vũ khí phù hợp với ý đồ - và nó hội tụ đầy đủ mọi yếu tố của một học thuyết quân sự. Trong số những cội nguồn của blitzkrieg có chiến công hiển hách của vị Tuyển hầu tước Vĩ đại Friedrich Wilhelm I quét sạch quân xâm lược Thụy Điển trong "Cuộc đua xe trượt tuyết vĩ đại" vào Mùa Đông 1678 - 1679, cuộc chinh phạt chớp nhoáng tỉnh Silesia (nước Áo) của nhà vua - chiến binh Friedrich II Đại Đế nước Phổ vào năm 1740, hai chiến thắng lẫy lừng của ông trong các trận Roßbach và Leuthen vào năm 1757, và những tư tưởng chiến lược đúng đắn của hai vị Tổng Tham mưu trưởng Quân đội Đức cuối thế kỷ 19 là Helmuth von Moltke và Alfred von Schlieffen, căn cứ vào vị trí địa lý không thuận lợi của Phổ - Đức thời đó.

### Những bài học tổng kết từ Chiến tranh thế giới thứ nhất

Xe bọc thép và xe máy của Anh trong trận Megiddo (1918).

### Ý tưởng cơ giới hoá của H. Guderian

Sơ đồ biên chế tiêu chuẩn của một sư đoàn Panzer 1941. Trong thực tế, cấu trúc các đơn vị trực thuộc - đặc biệt là các đơn vị hoả lực hỗ trợ - thường rất linh động, tuỳ thuộc vào lực lượng, vũ khí có sẵn, hoả lực của đối phương...

Sơ đồ biên chế tiêu chuẩn của một sư đoàn Panzer-grenadier 1944. Các trung đoàn BB CGH tiêu chuẩn được trang bị xe bọc thép bán xích, tuy nhiên do thiếu xe nên hầu hết đều chỉ được trang bị xe tải.

## Các giai đoạn của Blitzkrieg

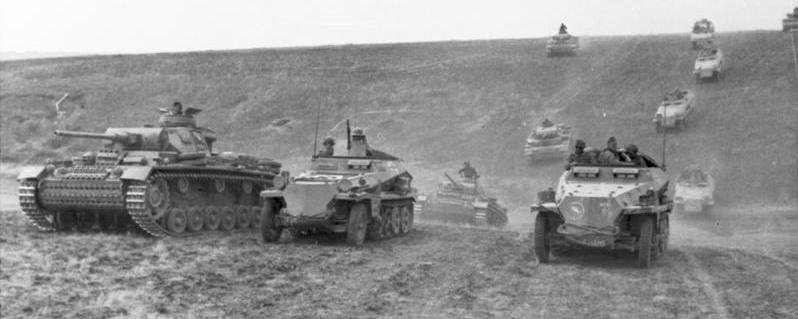
Một đoàn xe tăng Panzer III và bộ binh cơ giới của Đức đi qua Ukraina trên đường tấn công vào Liên Xô, tháng 6 năm 1942.

### Hiệp đồng với Không quân

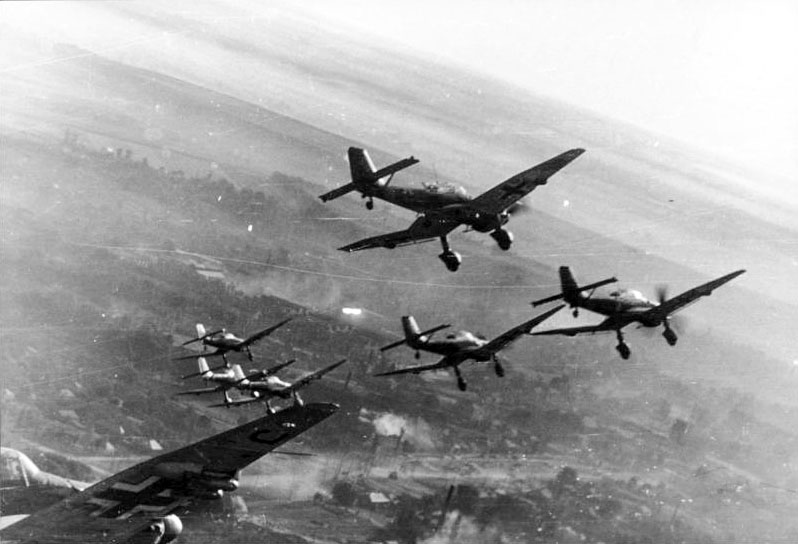
Máy bay ném bom bổ nhào Ju 87 "Stuka" được sử dụng trong các chiến dịch chớp nhoáng.

### Địa hình và thời tiết không thuận lợi

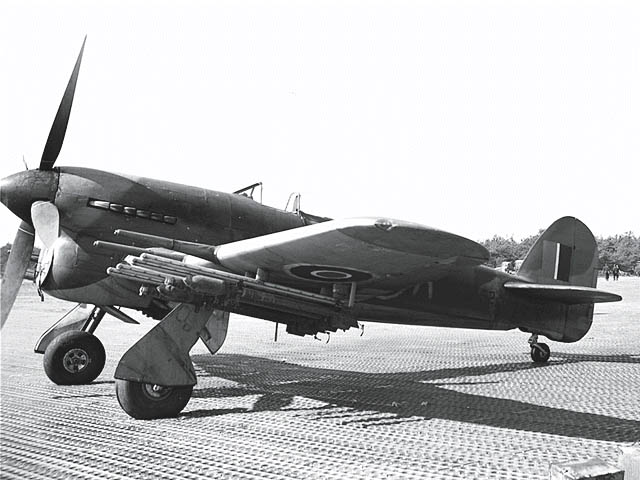
Hawker Typhoon, đặc biệt khi được trang bị 8 quả rocket RP-3, đã gây ra mối đe dọa cho thiết giáp và phương tiện cơ giới của Đức trong Trận Normandy năm 1944.